# Sybra inanis
Sybra inanis là một loài bọ cánh cứng trong họ Cerambycidae.